# Теллурид никеля
Теллурид никеля — бинарное неорганическое соединение
никеля и теллура с формулой NiTe,
кристаллы.

## Получение
- Сплавление стехиометрических количеств чистых веществ:

{\displaystyle {\mathsf {Ni+Te\ {\xrightarrow {790^{o}C}}\ NiTe}}}

## Физические свойства
Теллурид никеля образует кристаллы
гексагональной сингонии,
пространственная группа P 63/mmc,
параметры ячейки a = 0,3975 нм, c = 0,5370 нм, Z = 2.